# Festival Internacional de Cinema de Terror de Lisboa
MOTELX – Festival Internacional de Cinema de Terror de Lisboa é um festival de cinema criado em Portugal em 2007 que se dedica a exibir e promover o melhor e mais relevante cinema de terror nacional e internacional. Ao longo dos anos, tem conquistado um posicionamento relevante dentro dos festivais de cinema de género, tornando-se num dos eventos culturais mais esperados e destacados do ano em Lisboa.
A entidade organizadora do MOTELX é o CTLX, uma associação cultural sem fins lucrativos, reconhecida como entidade de utilidade pública, com sede em Lisboa, Portugal.
Em 2011, o festival passou a integrar a Méliès International Festivals Federation (MIFF). É desde 2015 também membro da Europe For Festivals, Festivals For Europe (EFFE).
Em 2017, recebeu a acreditação da Federação Internacional de Associações de Produtores Cinematográficos (FIAPF), sendo um dos poucos festivais de cinema de género no mundo a integrar uma rede internacional da qual fazem parte festivais de renome como Berlim, Cannes e Veneza.

## História
A história do MOTELX remonta aos finais dos anos '90 num sótão algures em Benfica, com a reunião semanal entre amigos à meia-noite de sexta-feira para assistir a filmes de terror.
Nas palavras dos fundadores: “No início, era um grande televisor de 20 quilos, um videogravador, duas a três pilhas de VHS, tudo carregado a oito mãos escadas acima até ao sótão para preenchidas sessões de filmes de terror nas noites de sexta-feira, que juntavam amigos que iam aparecendo noite dentro. Mais tarde, veio o convite para integrar as comemorações dos 60 anos do Hospital Júlio de Matos, com a programação de sessões nocturnas no Pavilhão 21C. Depois, sucederam-se as participações em festivais lá fora, os fins-de-semana de terror nos Cinemas King, as itinerâncias e, já em 2005, o ciclo “Zombies – Os Monstros Vivos”, durante os primeiros 15 dias de Setembro no terraço e nas salas da Cinemateca Portuguesa, que foi invadida por uma enchente de mais de 2500 entusiastas como nós e que nos empurrou decisivamente para a organização da primeira edição do MOTELX, no Cinema São Jorge.
Assumindo o mote de "Em Setembro, o terror invade Lisboa", o MOTELX acolhe o melhor terror internacional e promove mundialmente o emergente cinema de terror português desde 2007. Vultos do género como George A. Romero, Dario Argento, Hideo Nakata, Zé do Caixão, Eli Roth, Alejandro Jodorowsky, Roger Corman e Ari Aster já se juntaram às quase 20,000 pessoas que passam anualmente pelo icónico Cinema São Jorge. A programação do Festival inclui longas e curtas-metragens, retrospectivas, cinema infantil e documentários, para além de actividades como festas, workshops, masterclasses, concertos e muito mais. 
O festival concentra em seis dias a exibição de filmes recentes e clássicos de vários estilos e subgéneros, promove a vinda de convidados nacionais e internacionais e destaca a produção nacional através do Prémio MOTELX - Melhor Curta de Terror Portuguesa. Em 2016, na sua 10.ª edição, o festival introduz uma nova secção competitiva, o Prémio Méliès d'argent- Melhor Longa de Terror Europeia, passando a premiar também o terror em versão longa. Em 2018, deu início ao Prémio do Público para a Secção do Serviço de Quarto, a principal secção do Festival.
Na sua última edição, em 2024, recebeu cerca de 19 500 espectadores em 7 dias de Festival no Cinema São Jorge, complementados por 3 dias de Warm-Up com sessões ao ar livre, concertos e festas.

## Prémios

### Prémio MOTELX - Melhor Curta de Terror Portuguesa
Em 2009, foi criado o Prémio MOTELX - Melhor Curta de Terror Portuguesa, que todos os anos tem impulsionado dezenas de participantes a produzirem curtas-metragens de terror propositadamente para estrearem no Festival e iniciarem em Lisboa o seu circuito de festivais. Ao longo dos anos, têm passado pelo MOTELX muitas dezenas filmes a competir pelo maior prémio para curtas-metragens em Portugal.
Várias curtas têm competido pelo Prémio MOTELX - Melhor Curta de Terror Portuguesa (5000€) aliado a um fim de semana inspiracional nos Hotéis Belver. Em 2017, o MOTELX fez parceria com Kino Sound Studios para que houvesse uma adição ao Prémio MOTELX - Melhor Curta de Terror Portuguesa: mais 5000€ a serem gastos em serviços de pós-produção. Todos os concorrentes desta secção estarão automaticamente seleccionados para o Prémio Méliès d'argent - Melhor Curta Europeia, cujo vencedor fica, por sua vez, nomeado para a competição internacional Méliès d’or, promovida anualmente pela Méliès International Festivals Federation (MIFF). 
| Prémio               | Filme                                       | Autor                           | Ano  | Origem   |
| -------------------- | ------------------------------------------- | ------------------------------- | ---- | -------- |
| Vencedor 2020        | Mata                                        | Fábio Rebelo                    | 2019 | Portugal |
| Menção Especial 2020 | A Grande Paródia                            | André Carvalho                  | 2019 | Portugal |
| Vencedor 2019        | Erva Daninha                                | Guilherme Daniel                | 2019 | Portugal |
| Menção Especial 2019 | Häuschen - A Herança de Paulo A.M. Oliveira | Pedro Martins                   | 2019 | Portugal |
| Vencedor 2018        | A Estranha Casa na Bruma                    | Guilherme Daniel                | 2018 | Portugal |
| Menção Especial 2018 | Agouro                                      | David Doutel, Vasco Sá          | 2018 | Portugal |
| Vencedor 2017        | Thursday Night                              | Gonçalo Almeida                 | 2017 | Portugal |
| Menção Especial 2017 | Depois do Silêncio                          | Guilherme Daniel                | 2017 | Portugal |
| Vencedor 2016        | Post - Mortem                               | Belmiro Ribeiro                 | 2016 | Portugal |
| Menção Especial 2016 | Palhaços                                    | Pedro Crispim                   | 2015 | Portugal |
| Vencedor 2015        | Miami                                       | Simão Cayatte                   | 2015 | Portugal |
| Menção Especial 2015 | Andlit                                      | João Teixeira Figueira          | 2015 | Portugal |
| Vencedor 2014        | Pela Boca Morre o Peixe                     | João P. Nunes                   | 2014 | Portugal |
| Vencedor 2013        | O Coveiro                                   | André Gil Mata                  | 2013 | Portugal |
| Menção Especial 2013 | Desespero                                   | Rui Pilão                       | 2013 | Portugal |
| Vencedor 2012        | A Bruxa de Arroios                          | Manuel Pureza                   | 2013 | Portugal |
| Menção Especial 2012 | O Reino                                     | Paulo Castilho                  | 2012 | Portugal |
| Vencedor 2011        | O Conto do Vento                            | Cláudio Jordão e Nelson Martins | 2011 | Portugal |
| Menção Especial 2011 | Banana Motherfucker                         | Pedro Florêncio e Fernando Alle | 2011 | Portugal |
| Vencedor 2010        | Bats in the Belfry                          | João Alves                      | 2010 | Portugal |
| Menção Especial 2010 | Nocturna                                    | Francisco Carvalho              | 2010 | Portugal |
| Vencedor 2009        | Sangue Frio                                 | Patrick Mendes                  | 2009 | Portugal |
| Menção Especial 2009 | Papá Wrestling                              | Fernando Alle                   | 2009 | Portugal |

### Prémio Méliès d’argent - Melhor Longa Europeia
Em 2016, na 10.ª edição do Festival, nasceu a primeira secção competitiva de longas-metragens no MOTELX. Esta secção é dedicada exclusivamente a filmes europeus ou co-produções maioritariamente europeias. O filme vencedor fica também automaticamente nomeado para a competição internacional Méliès d’pr, galardão entregue anualmente pela Méliès International Festivals Federation (MIFF) ao melhor filme europeu.
| Prémio        | Filme                        | Autor             | Ano  | Origem             |
| ------------- | ---------------------------- | ----------------- | ---- | ------------------ |
| Vencedor 2020 | Pelican Blood                | Katrin Gebbe      | 2020 | Alemanha, Bulgária |
| Vencedor 2019 | Why Don't You Just Die!      | Kirill Sokolov    | 2019 | Russia             |
| Vencedor 2018 | Hagazussa: A Heathen's Curse | Lukas Feigelfeld  | 2018 | Alemanha, Áustria  |
| Vencedor 2017 | Cold Hell                    | Stefan Ruzowitzky | 2017 | Alemanha           |
| Vencedor 2016 | The Noonday Witch            | Jiří Sádek        | 2016 | República Checa    |

### Prémio do Público – Secção Serviço de Quarto
| Prémio        | Filme               | Autor           | Ano  | Origem |
| ------------- | ------------------- | --------------- | ---- | ------ |
| Vencedor 2018 | One Cut of the Dead | Shinichiro Ueda | 2017 | Japão  |
| Vencedor 2019 | Midsommar           | Ari Aster       | 2019 | EUA    |

### Convidados de Honra
| Ano  | Convidados                         |
| ---- | ---------------------------------- |
| 2020 | Takashi Miike (à distância)        |
| 2019 | Ari Aster                          |
| 2018 | Leigh Whannell                     |
| 2017 | Alejandro Jodorowsky, Roder Corman |
| 2016 | Mick Garris, Ruggero Deodato       |
| 2015 | Richard Stanley                    |
| 2014 | Brian Yuzna                        |
| 2013 | Tobe Hooper, Hideo Nakata          |
| 2012 | Dario Argento                      |
| 2011 | Eli Roth                           |
| 2010 | George A. Romero                   |
| 2009 | Stuart Gordon, John Landis         |
| 2008 | José Mojica Marins (Zé do Caixão)  |
| 2007 | Mick Garris, Ivan Cardoso          |